# Статій Володимир Михайлович
Володи́мир Миха́йлович Статій (нар. 26 жовтня 1974 — пом. 25 липня 2014) — солдат Добровольчого Українського Корпусу «Правий сектор», учасник російсько-української війни.

## Життєпис
Народився 1974 року в місті Львів. Навчався у львівській школі № 38. Через військову службу батька певний час навчався в місті Дебрецен (Угорщина). Після повернення до Львова далі навчався у школі № 92. 1990 року Володимир разом з однокласниками відвідав Москву, там вони допомогли відновити могилу гетьмана Петра Дорошенка. Займався регбі, грав за місцеву команду «Сокіл». Закінчив львівське ВПУ (сучасне Львівське вище професійне училище транспортних технологій та сервісу Національного транспортного університету). По тому закінчив Львівський політехнічний технікум (сучасний Технологічний коледж Національного університету «Львівська політехніка») за спеціальністю будівництво та експлуатація будівель і споруд; працював на кордоні й у будівельній компанії.
Брав активну участь у подіях Революції Гідності. Після Майдану пройшов вишкіл в одному з навчальних центрів Правого сектора. Серед перших вирушив у зону бойових дій. Боєць 5-го окремого батальйону Добровольчого українського корпусу (псевдо «Білий»).
Біля с. Піски Донецької області всю ніч тривав мінометний обстріл. На ранок, коли мала відбутись передислокація після 16-годинного бою, зі слів очевидців, хлопці пішли до одного з приватних будинків на вул. Миру, 77, в який, попередньо з метою пограбування, могли проникнути невідомі. Але через деякий час бійців захопила в полон група сепаратистів, що прибули за цією адресою на мікроавтобусі «Газель» за викликом господарів, яким стало відомо про проникнення до їхнього будинку. Двоє бійців загинули, серед них Андрій Беленець — його розстріляли сепаратисти на вул. Миру. Володимира Статія захопили й посадили до мікроавтобуса «Газель» червоного кольору. Сепаратисти спробували з боєм вирватися на «Газелі» в бік Донецька, але постріл українських танкістів зупинив цей прорив. Розсипані по дорозі поранені бойовики, разом з бійцем «Правого сектору» Статієм В. М., у гарячці бою потрапили під вогонь великокаліберного кулемета БТР і загинули на місці внаслідок поранень.
Залишились дружина та неповнолітня донька.
28 липня 2014 року львів'яни провели бійця в останню путь. Прощання й заупокійна літургія відбулися у Храмі Святих ап. Петра і Павла мікрорайону Рясне; поховання — на місцевому кладовищі неподалік.

## Нагороди
2021 року нагороджений орденом «За мужність» III ступеня (посмертно).

## Вшанування
- 28 серпня 2016 року, в Рясному, на вулиці Шевченка, 370, відкрито меморіальну дошку Володимирові Статію.
- відзнака ДУК ПС «Бойовий Хрест Корпусу» (посмертно).